# Lowe's
A Lowe's Companies Inc. é uma empresa americana do ramo de materiais de construção com sede em North Wilkesboro, Carolina do Norte, com mais de 1.850 lojas nos Estados Unidos, Canadá e México, a Lowe's é a segunda maior empresa do ramo no mundo, atrás somente da também americana The Home Depot. A empresa dá nome ao Lowe's Motor Speedway, um dos autódromos da NASCAR, além de ser o patrocinador principal do carro do piloto Jimmie Johnson.
Em 2022, a empresa aparece na lista das 500 maiores empresas do mundo, da Revista Fortune, figurando na 101ª posição.